# Dionysios Solomos
Dionysios Solomos (AFI: [ði.oˈnisios soloˈmos], in greco Διονύσιος Σολωμός?; Zante, 8 aprile 1798 – Corfù, 9 febbraio 1857) è stato un poeta greco.

## Biografia

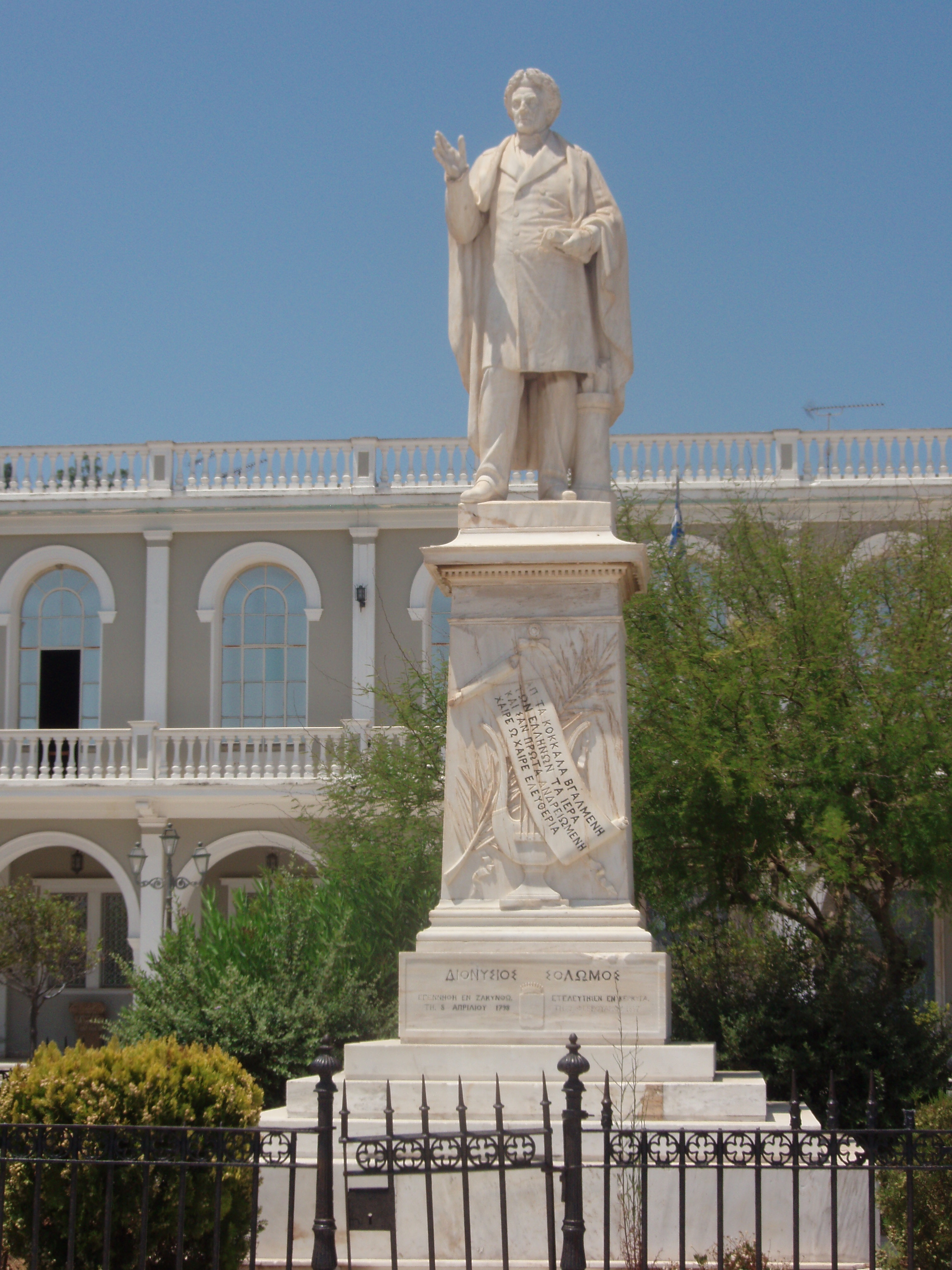
La statua di Solomos a Zacinto

Uno dei massimi se non il maggiore dei poeti in lingua greca moderna, sostenitore dell'indipendenza greca e autore dell'attuale inno nazionale. Nato a Zante da nobile famiglia, che vi si era trasferita da Creta dopo la conquista ottomana dell'isola e che era connessa con la famiglia patrizia veneziana dei Salamon, dal 1809 al 1818 visse in Italia stabilendosi a Cremona, Venezia (dove studiò per un anno presso l'allora Liceo di Santa Caterina, oggi Liceo M. Foscarini) e Pavia, dove iniziò a comporre le sue prime opere in cui si sente l'influenza artistica del conterraneo Ugo Foscolo.
Tornato nell'isola natale, venne affascinato dall'ideale della "rivoluzione ellenica" e di conseguenza cominciò a comporre nella sua lingua madre. La sua opera più famosa è il Dialogo sulla lingua serrata, testo in forma dialogica in cui un poeta e un pedante difendono rispettivamente la lingua parlata (demotica) e la lingua pura (variante colta).
Celebre è anche L'inno alla libertà, che limitatamente alle prime due strofe divenne l'inno nazionale greco. Altre opere importanti sono I liberi assediati (dedicato alla eroica resistenza della città di Messolongi), L'ode a Byron e L'Elogio del Foscolo, che costituiscono il suo trittico autobiografico e romantico.
Perfezionista, fortemente autocritico, rifiutò di portare a termine la maggioranza delle sue composizioni perché le giudicava insoddisfacenti. Dopo la sua morte, avvenuta a causa dell'apoplessia, alcune di esse furono date alle stampe dall'amico Iakovos Polylas.